# 小コレクター運動
小コレクター運動（しょうコレクターうんどう）は、1950年代、美術評論家である久保貞次郎が提唱した美術教育の運動「創造美育運動」から起こった。
この運動は、作品を3点以上所有する人を、「小コレクター」と呼び、本物の美術品を持つことでアートに対する理解・愛着が増すともに、美術品を買うことが無名のアーティストの不遇な時代を支援・応援することにつながる、という考えから成る。
作品の内容は、靉嘔、瑛九、池田満寿夫、オノサト・トシノブ、吉原英雄、磯部行久、木村利三郎らの、版画、水彩、デッサン、油絵などである。
特に、福井県は小コレクター運動が一番盛んで、今も多くの美術作品が遺る。
1978年、「アートフル勝山の会」が発足し、運動を継承している。
また、2015年には福井市の福井県立美術館にて作品展「福井の小コレクター運動とアートフル勝山の歩み」が開催される。